# Faye (cráter)
Faye es un cráter de impacto muy erosionado, situado en las agrestes tierras altas del sur de la Luna. Se inserta en el borde noreste del cráter Delaunay, con Donati situado a pocos kilómetros al noreste. Forma parte de una cadena de cráteres de tamaño creciente hacia el suroeste, que continúa con La Caille y termina con la llanura amurallada de Purbach.
|  |

El borde de Faye está muy dañado, sobre todo en su mitad occidental y cubre gran parte del suelo interior del suroeste. El brocal es casi inexistente en el noroeste, donde se une a un hueco el interior con el terreno circundante. La plataforma interior original que se ha mantenido carece relativamente de rasgos, con un pico central que se elevaba en el punto medio. Muestra un pequeño cráter y el remanente de una incisión en el lado noreste de la planta del cráter.

## Cráteres satélite
Por convención estos elementos son identificados en los mapas lunares poniendo la letra en el lado del punto medio del cráter que está más cerca de Faye.
|      | \| Faye \| Coordenadas \| Diámetro \| \| ---- \| --------------------------- \| -------- \| \| A \| 21°12′S 3°06′E / -21.2, 3.1 \| 4 km \| \| B \| 22°36′S 4°30′E / -22.6, 4.5 \| 4 km \| |          |
| Faye | Coordenadas | Diámetro |
| A    | 21°12′S 3°06′E / -21.2, 3.1 | 4 km     |
| B    | 22°36′S 4°30′E / -22.6, 4.5 | 4 km     |